# Буцудан
Буцудан (яп. 仏壇, букв. «будистський вівтар») або бутудан — святиня, яку зазвичай можна зустріти в храмах і будинках японської буддистської культури. Буцудан — це часто декорована платформа, або просто дерев'яна шафа, іноді виготовлена з дверима, що закривають і захищають Ґохонзон або релігійну ікону, як правило, статую або картину Будди або Бодгісаттви, або каліграфічний сувій мандали.

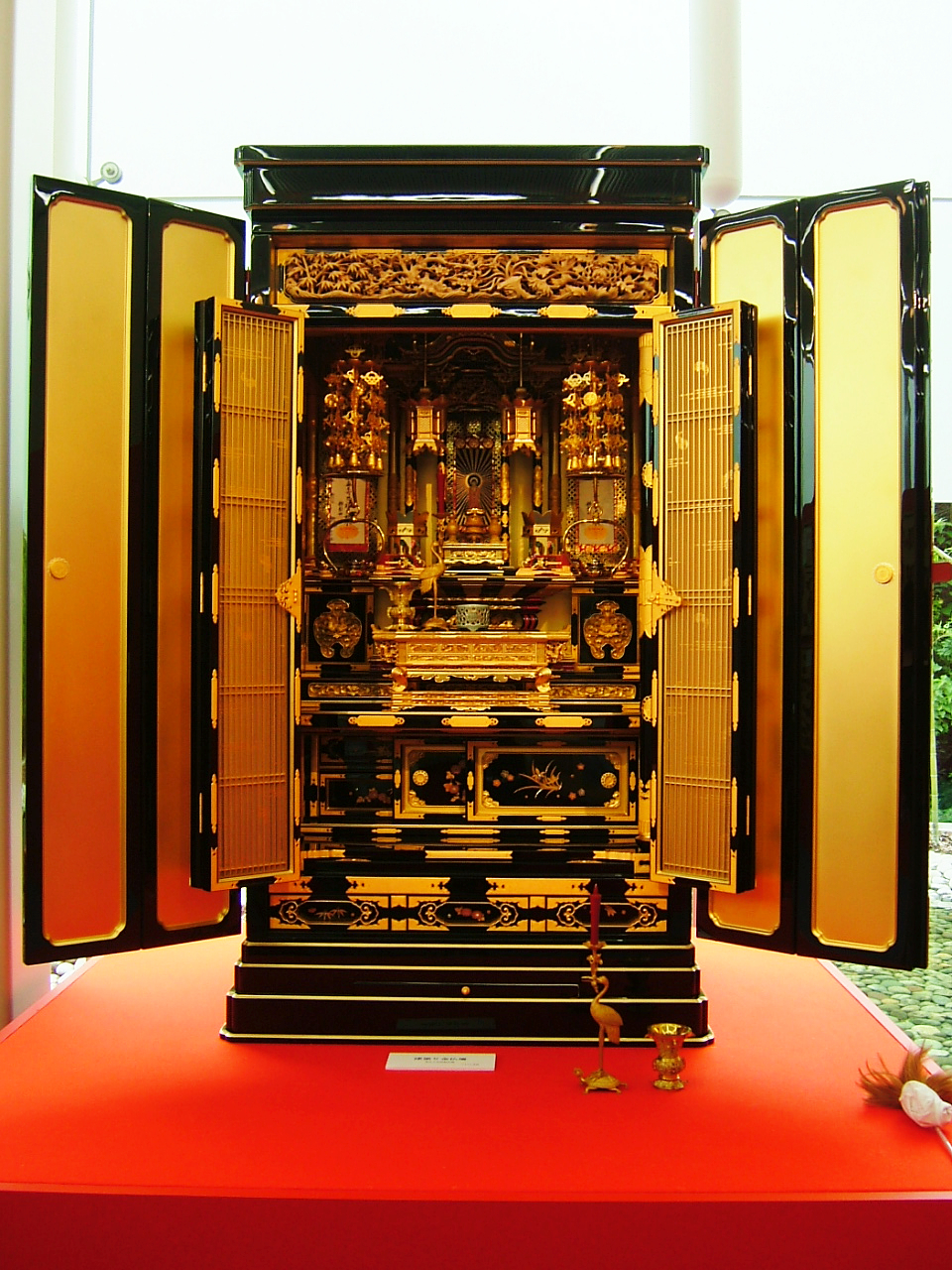
Декорований буцудан із відкритими дверима, зображує Амідського Будду Буцудан в Сінсю традиції буддизму.

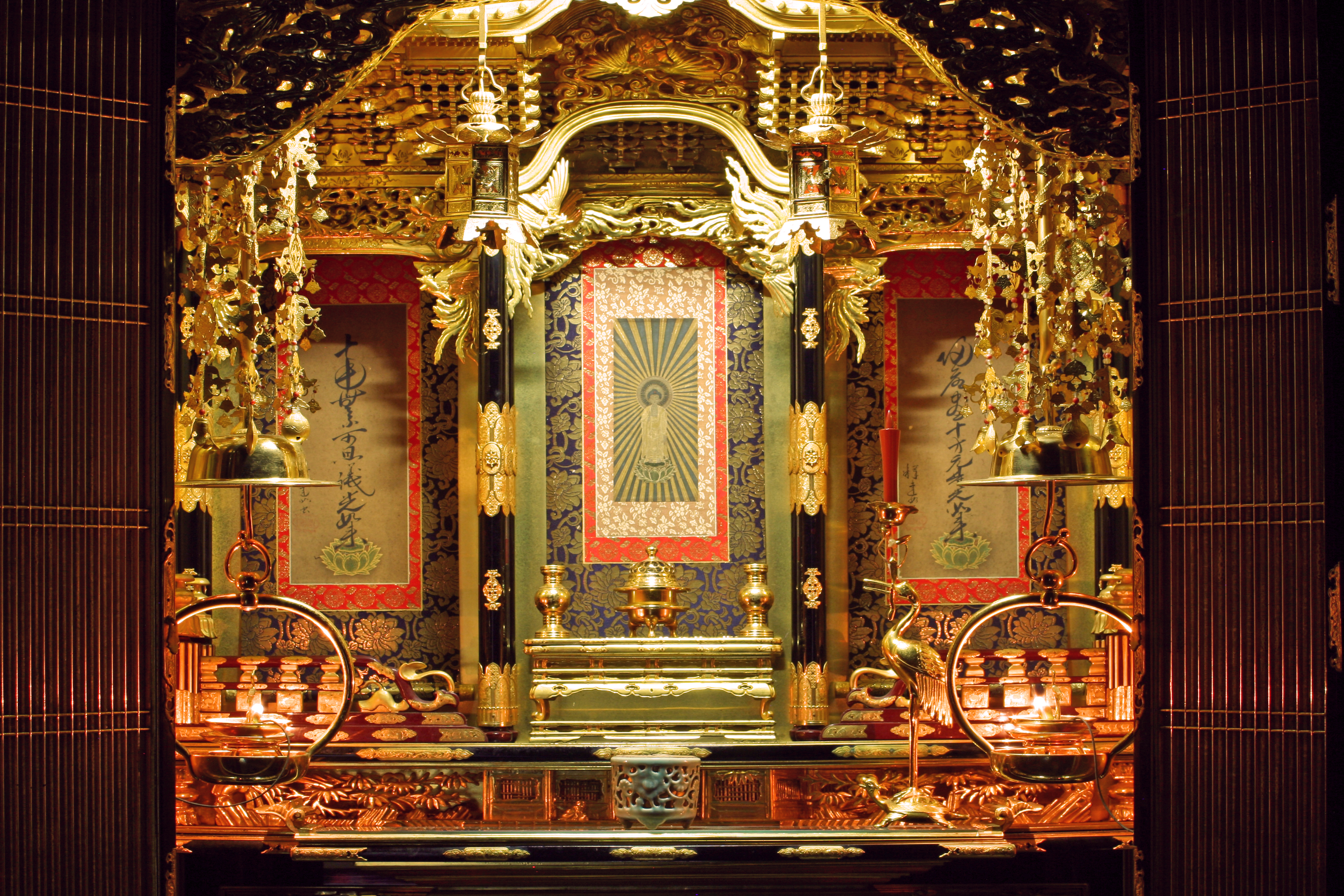
Внутрішній вівтар з намальованим сувоєм Будди.

Основне використання буцудану — для вшанування Будди, а також померлих членів родини.

## Оформлення
Буцудан зазвичай містить безліч допоміжних релігійних аксесуарів, так званих буцугу, таких як свічники, кадильниці, дзвіночки та платформи для розміщення підношень, таких як фрукти, чай або рис. Деякі буддистські секти розміщують іхай (меморіальні таблички предків), какочо (реєстри смерті померлих родичів) або урни, що містять кремовані останки родичів, у буцудані, або поблизу нього. Визначений простір, який займає буцудан, називається буцума. Якщо буцудан містить двері, у ньому розміщують Гогонзон (ікону) під час релігійних обрядів, і його закривають після використання. У разі відсутності дверей, накладають аркуш парчі або білої тканини, щоб зробити священний простір для ікони. Традиційні японські вірування пов'язують буцудан з будинком Будди, Бодгісаттви, а також померлими родичами. У деяких буддистських сектах, коли сім'я замінює або ремонтує буцудан, за цим слідує церемонія повторного його освячення.
Розташування та типи предметів у буцудані та навколо нього можуть відрізнятися залежно від релігійної спільноти. У буцудані, як правило, розміщуються хонзон, статую або картину Будди або буддистського божества, хоча вишиті сувої, що містять текст мантри або сутри є також поширеними. Інші допоміжні предмети, які часто знаходять поблизу буцудану, включають чай, воду та їжу (зазвичай фрукти чи рис), кадильницю, свічки, квіти, підвісні світильники та вічнозелені рослини. Рін часто супроводжує буцудан, який може звучати під час літургії або читання молитов. У буддизмі сінсю, зазвичай розміщують зображення померлих біля буцудану. Буцудан, як правило, розміщують на більшій шафі, в якій зберігаються важливі сімейні документи.
Буцудан зазвичай розглядають як важливу частину життя традиційної японської сім'ї, оскільки він є центром духовної віри в домашньому господарстві, особливо у питаннях, що стосуються смерті членів сім'ї або роздумів про життя предків. Особливо це стосується сіл, де загалом для більш ніж 90 % домогосподарств мають буцудан, на відміну від міських і заміських територій, де менше 60 % сімей мають буцудан.